# Diclis
Diclis es un género con 10 especies fanerógamas perteneciente a la familia Scrophulariaceae. 

## Especies seleccionadas
- Diclis bambuseti
- Diclis ovata
- Diclis petiolaris
- Diclis reptans
- Diclis rotundifolia
- Diclis sessilifolia
- Diclis stellarioides
- Diclis tenella
- Diclis tenuissima
- Diclis umbonata

- Datos: Q8559830
- Especies: Diclis